# Walter Sengstschmid
Walter Sengstschmid (* 30. Mai 1947 in Steinakirchen am Forst) ist ein österreichischer Organist, Komponist und Chorleiter.

## Leben
Walter Sengstschmid besuchte in den Jahren von 1953 bis 1957 die Volksschule in Wiener Neustadt und von 1957 bis 1965 das Bundesgymnasium Frauengasse in Baden, wo er 1965 seine Matura ablegte. Gleichzeitig erhielt er von 1956 bis 1965 Unterricht an der Städtischen Musikschule Wiener Neustadt, zunächst in den Fächern Klavier und Violine, ab 1958 auch in Orgel. Von 1965 bis 1969 studierte Sengstschmid Mathematik an der Universität Wien sowie an der damaligen Wiener Musikhochschule Musikerziehung und Orgel.
Nach dem Abschluss seiner Studien unterrichtete er bis zum Jahr 1979 Musikerziehung am Bundesgymnasium Frauengasse in Wiener Neustadt und war auch bis 1974 Chorleiter des Wiener Neustädter Männergesangsvereins. Seit dem Jahr 1970 ist er Chorleiter des Stifts-Chores Neukloster sowie Organist der Neuklosterkirche. Von 1974 bis 1980 bekleidete er das Amt des Domkapellmeisters in Wiener Neustadt und wurde 1979 zum Leiter des Erzbischöflichen Amtes für Kirchenmusik der Erzdiözese Wien (heute Referat für Kirchenmusik) berufen. Im Jahr 1980 war er maßgeblich an der Gründung des Diözesankonservatoriums für Kirchenmusik der Erzdiözese Wien beteiligt und stand dieser Einrichtung bis zum Jahr 2010 als Direktor vor.
Von 1983 bis 1990 war Sengstschmid als Schriftleiter der österreichischen Kirchenmusikzeitschrift Singende Kirche tätig. Im Jahr 1987 wurde er zum Präsidenten der von der Österreichischen Bischofskonferenz neu errichteten Österreichischen Kirchenmusikkommission ernannt.
Als Organist ist Sengstschmid seit 1971 im In- und Ausland tätig. Darüber hinaus ist er Mitglied diverser Kammermusikensembles wie etwa des Neuen Wiener Barockensembles, der Wiener Kammersolisten und des Sengstschmid-Trios. Seit 1980 ist er künstlerischer Leiter des von ihm mitbegründeten Ensembles der Wiener Neustädter Instrumentalisten. Des Weiteren zeichnete er für zahlreiche Uraufführungen vorwiegend niederösterreichischer Komponisten wie Karl Etti, Otto Schneider, Norbert Sprongl, Ferdinand Weiss, Johann Sengstschmid und Bernhard Macheiner verantwortlich.
Walter Sengstschmid trat im Jahr 2010 in den Ruhestand und legte damit seine Ämter in der Erzdiözese Wien zurück.

## Auszeichnungen
- 1974: Preisträger beim 1. Internationalen Anton-Bruckner-Orgelwettbewerb in Linz
- 1978: Förderungspreis des Landes Niederösterreich für ausübende Künstler
- 1979: Förderungspreis des Landes Niederösterreich für Komposition
- 1992: Kulturpreis für Musik der Stadt Wiener Neustadt
- 2006: Goldenes Verdienstzeichen des Landes Wien 2006[3]
- 2007: Orlando-di-Lasso-Medaille des Allgemeinen Cäcilien-Verbandes[4]

## Stil
Sengstschmids Schaffen ist in erster Linie von einem besonderen Augenmerk auf die liturgische Verwendbarkeit seiner Werke hinsichtlich Forderungen des Zweiten Vatikanischen Konzils geprägt, wodurch bewusst auf klangliche Extravaganzen mancher Stilrichtungen des 20. Jahrhunderts verzichtet wird. Die Grundlage seiner Kompositionen bilden die  zwölftönige Klangreihenlehre Othmar Steinbauers und die von dessen Schüler Johann Sengstschmid weiterentwickelte Lehre von den Parallelen Klangreihen.

## Werke
- Sieben Fugen – in verschiedenen Stilen für Orgel (1969/1980)[5]
- Zwei Marienlieder – für gemischten Chor (1976)[5]
- Eröffnungsgesang für Fronleichnam – für Sextett mit zwei Trompeten, zwei Posaunen, Tuba und Horn mit gemischtem Chor (1978)[5]
- Domweihmesse – für zwei Klarinetten, zwei Fagotte, zwei Trompeten, zwei Posaunen, Horn und Tuba mit gemischtem Chor und Solostimme (1979)[5]
- Proprium – Für den 32. Sonntag im Jahreskreis/Lesejahr B, für gemischten Chor und Orgel solo (1979)[5]
- Introduktion, Choral und Fuge – für Orgel solo (1979)[5]
- Puer natus in Betlehem – (P. A. Mazak), Bearbeitung für gemischten Chor a cappella (1979)[5]
- Suite nach alten Instrumentalsätzen – Bearbeitung für zwei Trompeten, drei Posaunen und Tuba (1979)[5]
- Johannes-Passion für drei Männerstimmen – Terzett (1979)[5]
- Suite – Sextett nach alten Chorsätzen für zwei Trompeten, zwei Posaunen, Horn und Tuba (1980)[5]
- Drei Chöre alter Meister – für gemischten Chor nach Texten vom Andreas Hammerschmidt, Johann Staden und Leonhart Schröter mit Bläserbegleitung (1980)[5]
- Neun Kirchenliedsätze – Neun Kirchenliedsätze (1980)[5]
- Sechs Kirchenliedsätze – für gemischten Chor und Orgel (1980)[5]
- Zwei Lieder aus Niederösterreich – für gemischten Chor (1980)[5]
- Sonate für Klavier – für Klavier solo (1980)[5]
- Liedsätze – für gemischten Chor und Kammerorchester (1982)[5]
- Bläsersätze, Bläserarrangements und Vorspiele – für Kammerorchester (1983)[5]
- Bläserbearbeitungen – Ecce sacerdos magnus (Anton Bruckner), Deutsches Gloria (Hans Haselböck) (1983)[5]
- Klosterneuburger Messe – Vorspiele, Bläsersätze und Tropierungen für Kammerorchester (1983)[5]
- Zu dir, o Gott, erheben wir – Deutsche Messe (1985)[5]
- Sonate nach alten Formen für Klavier – für Klavier solo (1986)[5]
- Chorsätze – für Sextett mit zwei Trompeten, zwei Posaunen, Horn und Tuba mit gemischtem Chor (1989)[5]
- Bläsersätze – für Sextett mit zwei Trompeten, zwei Posaunen, Horn und Tuba (1989)[5]
- Vorspiele, Zwischenspiele und Sätze – für Blasmusiksätze zum Gotteslob (1989)[5]
- Missa della battaglia – (Giovanni Francesco Anerio), Bearbeitung für gemischten Chor und Orgel (1991)[5]
- Wir pflügen und wir streuen – Liedsatz (1993)[5]
- 1. Ein Kind geborn zu Bethlehem, 2. Kyrielitaneien – für Orgel, gemischten Chor und Solostimme (1995)[5]
- Musik zu Fronleichnam 1995 – Quintett für zwei Trompeten, Horn, Posaune und Tuba mit gemischtem Chor und Solostimme (1995)[5]
- Liedsätze – für gemischten Chor (1995)[5]
- Deutsche Messe für die Osterzeit – Sextett für drei Trompeten, zwei Posaunen und Orgel mit gemischtem Chor und Solostimmen Sopran, Bass und Kantor (1996)[5]
- 1. Antwortpsalm, 2. Rufe vor dem Evangelium für die Weihnachtszeit – für Orgel solo, Chor und Solostimme (1996)[5]
- 4 Volksliedbearbeitungen – Trio für drei Blockflöten (1996)[5]
- Antwortpsalmen und Evangelienrufe – für Orgel solo, Chor und Solostimme (1996)[5]
- Proprium für die Weihnachtszeit – für Orgel solo, Chor und Solostimme (1996)[5]